# رافاييل تشافيس
رافاييل تشافيس (بالإنجليزية: Rafael Chaves)‏ هو لاعب كرة قاعدة أمريكي، ولد في 11 يناير 1968.